# Seznam dílů seriálu Život beze slov
Toto je seznam dílů seriálu Život beze slov.

## Přehled řad
| Řada | Díly | Premiéra v USA | Premiéra v USA  | Premiéra v ČR     | Premiéra v ČR     |
| Řada | Díly | První díl      | Poslední díl    | První díl         | Poslední díl      |
| ---- | ---- | -------------- | --------------- | ----------------- | ----------------- |
| 1    | 23   | 21. září 2016  | 17. května 2017 | 21. března 2018   | 15. července 2018 |
| 2    | 18   | 27. září 2017  | 21. března 2018 | 3. listopadu 2018 | 1. prosince 2018  |
| 3    | 22   | 5. října 2018  | 12. dubna 2019  | bude oznámeno     | bude oznámeno     |

## Seznam dílů

### První řada (2016–2017)
| Č. v seriálu | Č. v řadě | Původní název             | Český název | Režie             | Scénář                                         | Premiéra v USA     | Premiéra v ČR     |
| ------------ | --------- | ------------------------- | ----------- | ----------------- | ---------------------------------------------- | ------------------ | ----------------- |
| 1            | 1         | P-i-Pilot                 |             | Christine Gernon  | Scott Silveri                                  | 21. září 2016      | 21. března 2018   |
| 2            | 2         | N-e-New A-i-Aide          |             | Christine Gernon  | Scott Silveri                                  | 28. září 2016      | 28. března 2018   |
| 3            | 3         | B-o-n-Bonfire             |             | Bill Purple       | Danny Chun                                     | 5. října 2016      | 4. dubna 2018     |
| 4            | 4         | I-n-s-Inspirations        |             | Christine Gernon  | Seth Kurland                                   | 12. října 2016     | 11. dubna 2018    |
| 5            | 5         | H-a-l-Halloween           |             | Rob Cohen         | Niki Schwartz-Wright                           | 26. října 2016     | 18. dubna 2018    |
| 6            | 6         | D-a-t-e-Date?             |             | Phil Traill       | Danny Chun a Mark Kunerth                      | 9. listopadu 2016  | 25. dubna 2018    |
| 7            | 7         | T-h-a-Thanksgiving        |             | Claire Scanlon    | Eric Lapidus                                   | 16. listopadu 2016 | 2. května 2018    |
| 8            | 8         | R-a-y-c-Ray-Cation        |             | Bill Purple       | Carrie Rosen a Seth Kurland                    | 30. listopadu 2016 | 9. května 2018    |
| 9            | 9         | S-l-Sled H-o-Hockey       |             | Ken Whittingham   | Elizabeth Beckwith a Ron McCants               | 7. prosince 2016   | 16. května 2018   |
| 10           | 10        | C-h-o-Choir               |             | Christine Gernon  | Jeremy Bronson a Niki Schwartz-Wright          | 14. prosince 2016  | 23. května 2018   |
| 11           | 11        | R-o-Road T-r-Trip         |             | Ben Lewin         | Dan Holden a Miriam Datskovsky                 | 4. ledna 2017      | 30. května 2018   |
| 12           | 12        | H-e-r-Hero                |             | Victor Nelli, Jr. | Carrie Rosen                                   | 11. ledna 2017     | 9. června 2018    |
| 13           | 13        | S-i-Sick D-a-Day          |             | Bill Purple       | Elizabeth Beckwith a Seth Kurland              | 18. ledna 2017     | 10. června 2018   |
| 14           | 14        | V-a-l-Valentine's D-a-Day |             | Stuart McDonald   | Shana Goldberg-Meehan a Niki Schwartz-Wright   | 8. února 2017      | 16. června 2018   |
| 15           | 15        | T-h-The C-l-Club          |             | Christine Gernon  | Danny Chun a Matt Roller                       | 15. února 2017     | 17. června 2018   |
| 16           | 16        | O-s-Oscar P-a-Party       |             | Christine Gernon  | Danny Chun a Scott Silveri                     | 22. února 2017     | 23. června 2018   |
| 17           | 17        | S-u-r-Surprise            |             | Michael Weaver    | Dan Holden                                     | 8. března 2017     | 24. června 2018   |
| 18           | 18        | D-i-Ding                  |             | Cherie Nowlan     | Matt Roller                                    | 15. března 2017    | 30. června 2018   |
| 19           | 19        | C-h-Cheater!              |             | Michael Weaver    | Ron McCants                                    | 5. dubna 2017      | 1. července 2018  |
| 20           | 20        | R-u-n-Runaway             |             | Claire Scanlon    | Mark Kunerth                                   | 26. dubna 2017     | 7. července 2018  |
| 21           | 21        | P-r-Prom                  |             | Bill Purple       | námět: Eric Lapidus scénář: Elizabeth Beckwith | 3. května 2017     | 8. července 2018  |
| 22           | 22        | M-a-May-Jay               |             | Geeta Patel       | Miriam Datskovsky a Bryan Keefer               | 10. května 2017    | 14. července 2018 |
| 23           | 23        | C-a-Camp                  |             | Christine Gernon  | Matt Roller a Danny Chun                       | 17. května 2017    | 15. července 2018 |

### Druhá řada (2017–2018)
| Č. v seriálu | Č. v řadě | Původní název                        | Český název | Režie             | Scénář                                                       | Premiéra v USA     | Premiéra v ČR      |
| ------------ | --------- | ------------------------------------ | ----------- | ----------------- | ------------------------------------------------------------ | ------------------ | ------------------ |
| 24           | 1         | W-e-We're B-a-Back!                  |             | Christine Gernon  | Scott Silveri                                                | 27. září 2017      | 3. listopadu 2018  |
| 25           | 2         | F-i-First S-e-Second F-First Day     |             | Rob Cohen         | Danny Chun                                                   | 4. října 2017      | 3. listopadu 2018  |
| 26           | 3         | J-J's D-r-Dream                      |             | Christine Gernon  | Seth Kurland                                                 | 11. října 2017     | 4. listopadu 2018  |
| 27           | 4         | T-r-Training D-a-Day                 |             | Bill Purple       | Carrie Rosen                                                 | 18. října 2017     | 4. listopadu 2018  |
| 28           | 5         | N-i-Nightmares on D-i-Dimeo S-Street |             | Christine Gernon  | Matt Roller                                                  | 25. října 2017     | 10. listopadu 2018 |
| 29           | 6         | S-h-Shipping                         |             | Jay Chandrasekhar | Niki Schwartz-Wright                                         | 1. listopadu 2017  | 10. listopadu 2018 |
| 30           | 7         | B-r-i-British I-n-v-Invasion         |             | Bill Purple       | Tim Doyle                                                    | 15. listopadu 2017 | 11. listopadu 2018 |
| 31           | 8         | B-i-Bikini U-n-University            |             | Erin O'Malley     | Danny Chun                                                   | 29. listopadu 2017 | 11. listopadu 2018 |
| 32           | 9         | S-t-Star W-Wars                      |             | Stuart McDonald   | námět: Danny Chun scénář: Matt Roller a Seth Kurland         | 6. prosince 2017   | 17. listopadu 2018 |
| 33           | 10        | S-i-Silent Night                     |             | Christine Gernon  | námět: Danny Chun scénář: Shana Goldberg-Meehan a Dan Holden | 13. prosince 2017  | 17. listopadu 2018 |
| 34           | 11        | N-e-New Y-Year's E-Eve               |             | Ken Whittingham   | námět: Scott Silveri scénář: Danny Chun a Matt Roller        | 3. ledna 2018      | 18. listopadu 2018 |
| 35           | 12        | The H-u-s-Hustle                     |             | Rob Cohen         | námět: Seth Kurland scénář: Carrie Rosen a Rosie Borchert    | 10. ledna 2018     | 18. listopadu 2018 |
| 36           | 13        | D-i-Dimeo A-c-Academy                |             | Tristram Shapeero | Danny Chun a Matt Roller                                     | 17. ledna 2018     | 24. listopadu 2018 |
| 37           | 14        | E-i-Eighteen                         |             | Christine Gernon  | Dan Holden                                                   | 28. února 2018     | 24. listopadu 2018 |
| 38           | 15        | U-n-Unforgettable P-a-Pain           |             | Anya Adams        | Elizabeth Beckwith                                           | 7. března 2018     | 25. listopadu 2018 |
| 39           | 16        | One A-n-Angry M-Maya                 |             | Bill Purple       | Carrie Rosen a Zach Anner                                    | 14. března 2018    | 25. listopadu 2018 |
| 40           | 17        | A-c-Action                           |             | Rob Cohen         | Danny Chun a Matt Roller                                     | 14. března 2018    | 1. prosince 2018   |
| 41           | 18        | N-o-Nominee                          |             | Christine Gernon  | Scott Silveri, Danny Chun a Matt Roller                      | 21. března 2018    | 1. prosince 2018   |

### Třetí řada (2018–2019)
| Č. v seriálu | Č. v řadě | Původní název              | Český název   | Režie             | Scénář                                                | Premiéra v USA     | Premiéra v ČR |
| ------------ | --------- | -------------------------- | ------------- | ----------------- | ----------------------------------------------------- | ------------------ | ------------- |
| 42           | 1         | L-o-n-London (Part 1)      | bude oznámeno | Christine Gernon  | námět: Seth Kurland scénář: Scott Silveri             | 5. října 2018      | bude oznámeno |
| 43           | 2         | L-o-n-London (Part 2)      | bude oznámeno | Christine Gernon  | námět: Matt Roller scénář: Danny Chun                 | 12. října 2018     | bude oznámeno |
| 44           | 3         | I-n-Into the W-o-Woods     | bude oznámeno | Tristam Shapeero  | Matt Roller                                           | 19. října 2018     | bude oznámeno |
| 45           | 4         | N-e-New J.J."              | bude oznámeno | Bill Purple       | Carrie Rosen                                          | 2. listopadu 2018  | bude oznámeno |
| 46           | 5         | S-t-Stage Mom              | bude oznámeno | Bill Purple       | námět: Scott Silveri scénář: Danny Chun               | 9. listopadu 2018  | bude oznámeno |
| 47           | 6         | C-e-Celebrity S-u-Suite    | bude oznámeno | Christine Gernon  | Seth Kurland                                          | 16. listopadu 2018 | bude oznámeno |
| 48           | 7         | F-o-Follow T-h-r-Through   | bude oznámeno | Bill Purple       | Elizabeth Beckwith a Dan Holden                       | 7. prosince 2018   | bude oznámeno |
| 49           | 8         | J-i-Jingle T-h-Thon        | bude oznámeno | Rob Cohen         | Greg Gallant                                          | 14. prosince 2018  | bude oznámeno |
| 50           | 9         | J-a-Javier's P-a-Pants     | bude oznámeno | Bill Purple       | Joshua Corey a Brian Kratz                            | 4. ledna 2019      | bude oznámeno |
| 51           | 10        | R-o-Roll M-o-Model         | bude oznámeno | Christine Gernon  | námět: Matt Roller scénář: Joshua Corey a Brian Kratz | 11. ledna 2019     | bude oznámeno |
| 52           | 11        | H-Hey, You                 | bude oznámeno | Molly McGlynn     | námět: Rosie Borchert scénář: Carrie Rosen            | 18. ledna 2019     | bude oznámeno |
| 53           | 12        | O-Our M-a-g-Mageddon       | bude oznámeno | Christine Gernon  | námět: Seth Kurland scénář: Matt Roller               | 25. ledna 2019     | bude oznámeno |
| 54           | 13        | F-a-Fashion 4 A-All        | bude oznámeno | Anya Adams        | Danny Chun a Greg Gallant                             | 1. února 2019      | bude oznámeno |
| 55           | 14        | J-i-Jimmy V-a-l-Valentine  | bude oznámeno | Bill Purple       | Elizabeth Beckwith                                    | 15. února 2019     | bude oznámeno |
| 56           | 15        | G-a-Game N-i-Night         | bude oznámeno | Anya Adams        | Seth Kurland a Eric Wojtanik                          | 22. února 2019     | bude oznámeno |
| 57           | 16        | W-h-Wheelchair P-l-Planet  | bude oznámeno | Christine Gernon  | námět: Scott Silveri scénář: Matt Roller              | 1. března 2019     | bude oznámeno |
| 58           | 17        | S-p-Special B-Boy T-i-Time | bude oznámeno | Rob Cohen         | Broti Gupta                                           | 8. března 2019     | bude oznámeno |
| 59           | 18        | S-e-Seoul B-r-Brothers     | bude oznámeno | Bill Purple       | Danny Chun                                            | 15. března 2019    | bude oznámeno |
| 60           | 19        | P-r-o-m-p-Promposal        | bude oznámeno | Anya Adams        | Dan Holden                                            | 22. března 2019    | bude oznámeno |
| 61           | 20        | On the R-o-Road A-g-Again  | bude oznámeno | Jay Chandrasekhar | Matt Roller a Carrie Rosen                            | 29. března 2019    | bude oznámeno |
| 62           | 21        | The S-t-a-Staircase        | bude oznámeno | Danny Chun        | Zach Anner a Greg Gallant                             | 5. dubna 2019      | bude oznámeno |
| 63           | 22        | U-n-r– Unrealistic         | bude oznámeno | Bill Purple       | Scott Silveri a Matt Roller                           | 12. dubna 2019     | bude oznámeno |